# Командный чемпионат мира по шахматам
Командный чемпионат мира по шахматам — соревнование шахматных национальных сборных, которое проводится ФИДЕ с 1985 года. В нём принимают участие 10 сильнейших сборных мира, отбираемых по результатам шахматных олимпиад и командных континентальных первенств. Турнир проходит по круговой системе. Во время первого чемпионата матчи проходили на 6 досках, а в последующих — на 4 досках. Местом проведения первых четырёх турниров был выбран швейцарский город Люцерн. В дальнейшем соревнования проводились в разных городах. Первые 6 чемпионатов проходили раз в 4 года. Турнир 2009 года из-за организационных трудностей был перенесён на январь 2010 года. После этого было решено перейти на двухлетний цикл и проводить соревнования по нечётным годам.
С 2007 года проводятся женские командные чемпионаты мира. Первый такой турнир прошёл в российском городе Екатеринбурге с 19 по 30 мая 2007 года.

## Медалисты

### Мужчины
| Год  | Место проведения                  | Золото | Серебро | Бронза |
| 1985 | Люцерн Швейцария Подробности      | СССР Анатолий Карпов Артур Юсупов Рафаэль Ваганян Андрей Соколов Александр Белявский Василий Смыслов Александр Чернин Лев Полугаевский | Венгрия Лайош Портиш Золтан Рибли Дьюла Сакс Йожеф Пинтер Андраш Адорьян Иван Фараго Иштван Чом Аттила Гроспетер | Англия Антони Майлс Джон Нанн Джонатан Спилмен Найджел Шорт Джонатан Местел Марри Чандлер Джеймс Пласкетт Гленн Флир |
| 1989 | Люцерн Швейцария Подробности      | СССР Анатолий Карпов Александр Белявский Яан Эльвест Рафаэль Ваганян Василий Иванчук Михаил Гуревич                                    | Югославия Любомир Любоевич Предраг Николич Петар Попович Драголюб Велимирович Божидар Иванович Бранко Дамлянович | Англия Найджел Шорт Джонатан Спилмен Джон Нанн Марри Чандлер Майкл Адамс Джулиан Ходжсон                             |
| 1993 | Люцерн Швейцария Подробности      | США Гата Камский Алексей Ермолинский Борис Гулько Григорий Кайданов Джоэль Бенджамин Ларри Кристиансен                                 | Украина Василий Иванчук Владимир Маланюк Олег Романишин Владимир Тукмаков Вячеслав Эйнгорн Артур Фролов          | Россия Владимир Крамник Александр Халифман Евгений Бареев Сергей Долматов Алексей Дреев Алексей Выжманавин           |
| 1997 | Люцерн Швейцария Подробности      | Россия Евгений Бареев Пётр Свидлер Александр Халифман Сергей Рублевский Алексей Дреев Вадим Звягинцев                                  | США Алексей Ермолинский Джоэль Бенджамин Борис Гулько Ник Де Фирмиан Григорий Кайданов Ларри Кристиансен         | Армения Владимир Акопян Рафаэль Ваганян Смбат Лпутян Арташес Минасян Ашот Анастасян Меликсет Хачиян                  |
| 2001 | Ереван Армения Подробности        | Украина Василий Иванчук Руслан Пономарёв Владимир Баклан Вячеслав Эйнгорн Олег Романишин Вадим Малахатько                              | Россия Пётр Свидлер Алексей Дреев Александр Грищук Сергей Рублевский Константин Сакаев Александр Мотылёв         | Армения Владимир Акопян Рафаэль Ваганян Смбат Лпутян Карен Асрян Ашот Анастасян Арташес Минасян                      |
| 2005 | Беер-Шева Израиль Подробности     | Россия Пётр Свидлер Алексей Дреев Александр Грищук Александр Морозевич Евгений Бареев Сергей Рублевский                                | Китай Бу Сянчжи Чжан Пэнсян Ни Хуа Чжан Чжун Чжоу Цзяньчао Лян Чун                                               | Армения Левон Аронян Владимир Акопян Карен Асрян Рафаэль Ваганян Смбат Лпутян Ашот Анастасян                         |
| 2010 | Бурса Турция Подробности          | Россия Александр Грищук Дмитрий Яковенко Александр Морозевич Евгений Томашевский Владимир Малахов Никита Витюгов                       | США Хикару Накамура Александр Онищук Юрий Шульман Варужан Акобян Роберт Хесс Рэй Робсон                          | Индия Кришнан Сашикиран Пентала Харикришна Сурья Гангули Гита Гопал Сабраманиан Арун Прасад Башкаран Адхибан         |
| 2011 | Нинбо Китай Подробности           | Армения Левон Аронян Сергей Мовсесян Владимир Акопян Габриел Саркисян Роберт Оганесян                                                  | Китай Ван Хао Ван Юэ Ли Чао Юй Янъи Дин Лижэнь                                                                   | Украина Василий Иванчук Павел Эльянов Захар Ефименко Александр Моисеенко Александр Арещенко                          |
| 2013 | Анталья Турция Подробности        | Россия Владимир Крамник Александр Грищук Сергей Карякин Ян Непомнящий Никита Витюгов                                                   | Китай Ли Чао Дин Лижэнь Ван Юэ Бу Сянчжи Юй Янъи                                                                 | Украина Василий Иванчук Антон Коробов Александр Моисеенко Юрий Криворучко Александр Арещенко                         |
| 2015 | Цахкадзор Армения Подробности     | Китай Дин Лижэнь Юй Янъи Бу Сянчжи Вэй И Вэнь Ян                                                                                       | Украина Руслан Пономарёв Василий Иванчук Павел Эльянов Юрий Криворучко Александр Моисеенко                       | Армения Левон Аронян Габриел Саркисян Сергей Мовсесян Владимир Акопян Грант Мелкумян                                 |
| 2017 | Ханты-Мансийск Россия Подробности | Китай Дин Лижэнь Юй Янъи Вэй И Ли Чао Вэнь Ян                                                                                          | Россия Пётр Свидлер Ян Непомнящий Никита Витюгов Максим Матлаков Владимир Федосеев                               | Польша Радослав Войташек Ян-Кшиштоф Дуда Кацпер Пёрун Матеуш Бартель Гжегож Гаевский                                 |
| 2019 | Астана Казахстан Подробности      | Россия Сергей Карякин Ян Непомнящий Александр Грищук Дмитрий Андрейкин Владислав Артемьев                                              | Англия Майкл Адамс Люк Макшейн Дейвид Хауэлл Гавейн Джонс Джонатан Спилмен                                       | Китай Дин Лижэнь Юй Янъи Вэй И Бу Сянчжи Ни Хуа                                                                      |

### Женщины
| Год  | Место проведения                  | Золото                                                                                           | Серебро                                                                                           | Бронза |
| 2007 | Екатеринбург Россия Подробности   | Китай Чжао Сюэ Хоу Ифань Жуань Люфэй Шэнь Ян Хуан Цянь                                           | Россия Татьяна Косинцева Надежда Косинцева Екатерина Корбут Екатерина Ковалевская Елена Таирова   | Украина Екатерина Лагно Анна Ушенина Инна Гапоненко Татьяна Василевич Оксана Возовик                                                                         |
| 2009 | Нинбо Китай Подробности           | Китай Хоу Ифань Чжао Сюэ Шэнь Ян Цзюй Вэньцзюнь Хуан Цянь                                        | Россия Татьяна Косинцева Надежда Косинцева Екатерина Ковалевская Марина Романько Валентина Гунина | Украина Анна Ушенина Наталья Жукова Инна Гапоненко Мария Музычук Наталья Здебская                                                                            |
| 2011 | Мардин Турция Подробности         | Китай Хоу Ифань Цзюй Вэньцзюнь Чжао Сюэ Тань Чжунъи Чжан Сяовэнь                                 | Россия Надежда Косинцева Татьяна Косинцева Александра Костенюк Валентина Гунина Наталья Погонина  | Грузия Нана Дзагнидзе Лейла Джавахишвили Бела Хотенашвили Нино Хурцидзе Саломе Мелия                                                                         |
| 2013 | Астана Казахстан Подробности      | Украина Екатерина Лагно Анна Ушенина Мария Музычук Наталья Жукова Инна Яновская                  | Китай Цзюй Вэньцзюнь Хуан Цянь Тань Чжунъи Го Ци Шэнь Ян                                          | Россия Валентина Гунина Александра Костенюк Наталья Погонина Алиса Галлямова Ольга Гиря                                                                      |
| 2015 | Чэнду Китай Подробности           | Грузия Бела Хотенашвили Лейла Джавахишвили Саломе Мелия Нино Бациашвили Мери Арабидзе            | Россия Александра Костенюк Валентина Гунина Ольга Гиря Наталья Погонина Александра Горячкина      | Китай Цзюй Вэньцзюнь Тань Чжунъи Шэнь Ян Лэй Тинцзе Дин Исинь                                                                                                |
| 2017 | Ханты-Мансийск Россия Подробности | Россия Александра Костенюк Екатерина Лагно Валентина Гунина Александра Горячкина Ольга Гиря      | Китай Цзюй Вэньцзюнь Тань Чжунъи Чжао Сюэ Лэй Тинцзе Го Ци                                        | Грузия Нана Дзагнидзе Лейла Джавахишвили Бела Хотенашвили Нино Бациашвили Саломе Мелия                                                                       |
| 2019 | Астана Казахстан Подробности      | Китай Тань Чжунъи Лэй Тинцзе Шэнь Ян Хуан Цянь Дин Исинь                                         | Россия Екатерина Лагно Александра Костенюк Валентина Гунина Александра Горячкина Ольга Гиря       | Грузия Бела Хотенашвили Мери Арабидзе Лела Джавахишвили Нино Бациашвили Саломе Мелия                                                                         |
| 2021 | Ситжес Испания Подробности        | Россия Екатерина Лагно Александра Костенюк Александра Горячкина Алина Кашлинская Полина Шувалова | Индия Бхакти Кулкарни Мари Анн Гомес Рамешбабу Вайшали Таня Сачдев Харика Дронавалли              | Грузия Нана Дзагнидзе Мери Арабидзе Лела Джавахишвили Нино Бациашвили Саломе Мелия Украина Анна Ушенина Анна Музычук Мария Музычук Юлия Осьмак Наталия Букса |

## Статистика
| Мужчины | Мужчины       | Мужчины | Мужчины | Мужчины | Мужчины |
| №       | Страна        | Gold    | Silver  | Bronze  | Всего   |
| ------- | ------------- | ------- | ------- | ------- | ------- |
| 1       | СССР / Россия | 7       | 2       | 1       | 10      |
| 2       | Китай         | 2       | 3       | 1       | 6       |
| 3       | Украина       | 1       | 2       | 2       | 5       |
| 4       | Армения       | 1       | 0       | 4       | 5       |
| 5       | США           | 1       | 2       | 0       | 3       |
| 6       | Англия        | 0       | 1       | 2       | 3       |
| 7 — 8   | Венгрия       | 0       | 1       | 0       | 1       |
| 7 — 8   | Югославия     | 0       | 1       | 0       | 1       |
| 9 — 10  | Индия         | 0       | 0       | 1       | 1       |
| 9 — 10  | Польша        | 0       | 0       | 1       | 1       |

| Женщины | Женщины | Женщины | Женщины | Женщины | Женщины |
| №       | Страна  | Gold    | Silver  | Bronze  | Всего   |
| ------- | ------- | ------- | ------- | ------- | ------- |
| 1       | Китай   | 4       | 2       | 1       | 7       |
| 2       | Россия  | 2       | 5       | 1       | 8       |
| 3       | Грузия  | 1       | 0       | 4       | 5       |
| 4       | Украина | 1       | 0       | 3       | 4       |
| 5       | Индия   | 0       | 1       | 0       | 1       |